# Jan Pen (econoom)
Jan Pen (Lemmer, 15 februari 1921 – Haren, 14 februari 2010) was een Nederlandse econoom. Hij was geruime tijd hoogleraar te Groningen, daarnaast columnist en schrijver van verschillende boeken over economie.

## Leven en werk
Pen studeerde aan de Gemeentelijke Universiteit van Amsterdam, waar hij in 1950 promoveerde op de theorie der collectieve loononderhandelingen. Hij werkte eerst in het bedrijfsleven en vanaf 1947 bij het ministerie van Economische Zaken. In 1952 werd hij daar hoofd van de directie Algemene Economische Politiek. In februari 1956 werd hij benoemd tot hoogleraar in de staathuishoudkunde en de leer der openbare financiën aan de Faculteit der Rechtsgeleerdheid en die der Faculteit der Economische Wetenschappen (FEW) van de Rijksuniversiteit Groningen. 
Hij publiceerde in 1958 Moderne economie, dat jarenlang als de inleiding in de macro-economie gold en in diverse vertalingen verscheen. Onder de titel Macro-economie: wat wij weten en wat wij niet weten verscheen in 1977 een uitgebreide en vernieuwde versie van dit handboek. Pen gaf zijn afscheidscollege in 1986, maar was daarna nog als hoogleraar h.c. verbonden aan de FEW.
Pen is de bedenker van de parade van Pen, een grafische voorstelling voor inkomensverdeling. In deze figuur worden gezinnen of personen op de x-as gerangschikt van arm naar rijk, terwijl op de y-as de hoogte van het inkomen wordt aangegeven. Een andere aanduiding voor deze figuur is de Parade van dwergen en een enkele reus, die de vorm beschrijft die deze figuur in veel landen aanneemt.
In 1974 hield Jan Pen de derde Huizingalezing in Leiden. De titel van de lezing luidde: 'De cultuur, het geld en de mensen'. Jarenlang schreef hij als columnist voor Het Parool. Hij schreef ook regelmatig in het Hollands Maandblad en Economisch Statistische Berichten (ESB).
In Onder professoren van W.F. Hermans figureert Pen als het personage Tabe Pap.
In 2003 werd hij getroffen door een hersenbloeding. Zeven jaar later, op de dag vóór zijn 89e verjaardag, overleed hij. Een foutief overlijdensbericht in mei 2009, verspreid door het ANP en aanleiding voor een in memoriam in de Volkskrant, bleek gebaseerd op de overlijdensadvertentie van een naamgenoot in Het Parool.

## Hans Wiegel
Jan Pen werd onderwerp van de Tweede Kamerverkiezingen van 1972. In november gingen Hans Wiegel en Joop den Uyl het debat aan in het Groninger zalencomplex Het Tehuis (in 2005 gesloopt). Nadat Wiegel zegt dat zijn partij, de VVD, wél dekking heeft voor de door zijn partij beoogde uitgaven citeert hij Pen: ‘Eerste zin uit het artikel van professor Pen, toevallig meegenomen — nouja, toevallig… “Ik lees” — Ik, Pen — “Keerpunt ’72, het concept voor het progressieve regeerakkoord, en ik denk: wat irriteert mij toch zo?” Dat is die leuke inleiding waar de heer Den Uyl net over sprak. Nog een zinnetje: “Alle kiezers wordt honing om de mond gesmeerd. Sinterklaas pakt uit of het niet op kan.” Laatste citaatje — ik kan nog best doorgaan, maar dat doe ik niet — “Deze tekst, die eerder de indruk wekt door gewetenloze reclamejongens bij elkaar te zijn geschreven…” “Gewetenloos,” schrijft Pen. Ik zeg het na koele overweging, want hier wordt de democratie ondermijnd. Hier worden de mensen opgevoed in de politiek van de illusie. Sinterklaas bestaat. Daar zit ‘ie, achter de tafel!’
Wiegel kon rekenen op een luid applaus vanuit de zaal. Saillant detail was Pens lidmaatschap van de PvdA. Al snel werd Wiegels sinterklaasuitspraak een memorabele episode uit de naoorlogse politieke geschiedenis.

## Jan Penprijs
De Jan Penprijs wordt sinds 2006 jaarlijks door het Gammasteunpunt van de Rijksuniversiteit Groningen uitgereikt aan de middelbare scholier(en) die het beste ingezonden profielwerkstuk op het gebied van economie en maatschappij gemaakt heeft/hebben.

## Selectie bibliografie
Pen heeft talloze artikelen geschreven en diverse boeken, waaronder:
- (2013) Vandaag staat niet alleen: essays & memoires (tek.: Elise van Iterson), Nieuw Amsterdam, Amsterdam. 191 p. ISBN 978-90-468-1471-0. Eerder verschenen in: Hollands Maandblad, tussen 1960 en 2006. Artikelen en persoonlijke herinneringen over onder meer economie, kunst en de Tweede Wereldoorlog.
- (1998) Een overzichtelijke wereld: biografische berichten. Nieuwezijds, Amsterdam. 155 p. ISBN 90-5712-042-9. Essays en stukjes, eerder verschenen in Hollands Maandblad en Vrij Nederland. Terugblik op zijn leven, standpunten, ontmoetingen en andere ervaringen.
- (1995) Tegenspraak: 11 sceptische stukjes. Academic Service, economie en bedrijfskunde, Schoonhoven. 63 p. ISBN 90-5261-162-9. Bespreking van een elftal stellingen op politiek, economisch en sociaal terrein.
- (1992) Gelijkheid onder de mensen, Sdu, Den Haag. 78 p. ISBN 90-12-06596-8. (Willem Drees-Lezing; 1991). Over de vermogensverdeling in Nederland.
- (1989) Wie heeft er gelijk? (ill.: Peter van Straaten; red. adviezen: B. Akkerboom), Academic Service, Schoonhoven. 256 p. ISBN 90-5261-001-0. Gedeeltelijk eerder verschenen in Het Parool, Hollands Maandblad, Intermediair en Economisch-Statistische Berichten. 44 opstellen over redeneren, debatteren, gelijk hebben en krijgen in de economie en in het leven.
- (1986) Onder juristen: pleidooi voor een meta-theorie, Wolters-Noordhoff, Groningen. 15 p. ISBN 90-01-70680-0. Afscheidscollege Groningen.
- (1984) De verrassingen van de economie, Het Spectrum, Utrecht. 158 p. ISBN 90-274-5771-9. 26 artikelen over economische onderwerpen.
- (1983/1958) Macro-economie: wat wij weten en wat wij niet weten (met L.J. van Gemerden), 3e dr. Het Spectrum, Utrecht. 392 p. ISBN 90-274-5368-3. (Aula 612). 1e dr. 1977; 2e dr. 1980. Oorspr. titel: Moderne economie, 1958;  17e dr. 1974. ISBN 90-274-4818-3 (Aula 14).
- (1980/1979) Kijk, economie: over mensen, wensen, werk en geld, 2e dr. Het Spectrum, Utrecht. 160 p. ISBN 90-274-9242-5; 1e dr. 1979. Inleiding tot macro-economische vraagstukken.
- (1977) Naar een rechtvaardiger inkomensverdeling (met Jan Tinbergen), Elsevier, Amsterdam. 210 p. ISBN 90-10-01938-1.
- (1977/1976) Dat stomme economenvolk met zijn heilige koeien, 2e dr. Het Spectrum, Utrecht. 254 p. ISBN 90-274-5869-3 (Spectrum-paperback 19); 1e dr. 1976. Eerder in kranten en tijdschriften gepubliceerde artikelen over economie, politiek en sociaal terrein. tekst
- (1975) De cultuur, het geld en de mensen, De Harmonie, Amsterdam. 47 p. ISBN 90-6169-055-2. Huizinga-lezing, 20 december 1974. ISBN 90-6169-055-2.
- (1974/1971) Income distribution. New ed. Penguin Books, Harmondsworth. 438 p. ISBN 0-14-021259-0. (Pelican books). Oorspr. uitg.: Allen Lane, Penguin Press, London, 1971. 424 p. ISBN 0-7139-0179-9.
- (1967) Economische actualiteiten. Het Spectrum, Utrecht. 222 p. (Aula 334).
- (1964) 'Het aardige van J.K. Galbraith'. Woord vooraf bij J.K. Galbraith: Politieke economie, Het Spectrum, Utrecht, 1964 (Aula); vertaling van The Liberal Hour, London, 1960.
- (1964) Een harde wereld, De Bezige Bij, Amsterdam. 154 p. (Kwadraatpockets 16).
- (1962) Het aardige van de economie, Het Spectrum, Utrecht. 253 p. (Aula 80)
- (1956) Trekken en duwen in de conjunctuurpolitiek. Stenfert Kroese, Leiden. 32 p. Inaugurele rede Groningen.
- (1950) Theorie der collectieve loononderhandelingen: poging tot een determinering van het resultaat van de machtsstrijd bij tweezijdig monopolie, Stenfert Kroese, Leiden. VIII+322 p. Proefschrift Universiteit van Amsterdam. Handelseditie o.d.t.: De loonvorming in de moderne volkshuishouding, 1950.

- Bibliothèque nationale de France: cb13494900k (data)
- Biografisch Portaal: 69974717
- Catàleg d'autoritats de noms i títols de Catalunya: 981058522143806706
- Digitale Bibliotheek voor de Nederlandse Letteren: pen_002
- Gemeinsame Normdatei: 119215764
- International Standard Name Identifier: 0000 0000 8168 0634
- Library of Congress Control Number: n79123584
- Nationale Bibliotheek van Letland: 000287561
- Nationale Bibliotheek van Tsjechië: skuk0004516
- Nationale Bibliotheek van Israël: 987007594615505171
- Nederlandse Thesaurus van Auteursnamen: 06854264X
- RKD-Nederlands Instituut voor Kunstgeschiedenis: 94034
- Système universitaire de documentation: 083015094
- Virtual International Authority File: 79414862
- WorldCat: E39PBJpV8vvwfcdq4QHdgtTrbd